# Radek Brož
Radek Brož (6. června 1967 Praha – 30. prosince 1996 Praha) byl český výtvarník.
Zabýval se kresbou, malbou, grafikou (zvláště technikou monotypu), vytvářel dřevěné objekty, pracoval také na projektu dokumentace gotických šablon a rekonstrukce středověkého nábytku pro Podještědské muzeum v Českém Dubu.
Zařazuje se mezi autory, kteří zobrazují křesťanská témata (mariánská tematika, biblické náměty), inspiraci rovněž hledal v lidové zbožnosti i ve středověkých ornamentech.

## Život
Po studiích na Střední průmyslové škole strojní v Praze 10 vystudoval Pedagogickou fakultu Univerzity Karlovy, obor český jazyk a výtvarná výchova.
Působil jako učitel ZUŠ v Praze 10 a od roku 1996 jako odborný asistent katedry výtvarné výchovy na Pedagogické fakultě Univerzity Karlovy.

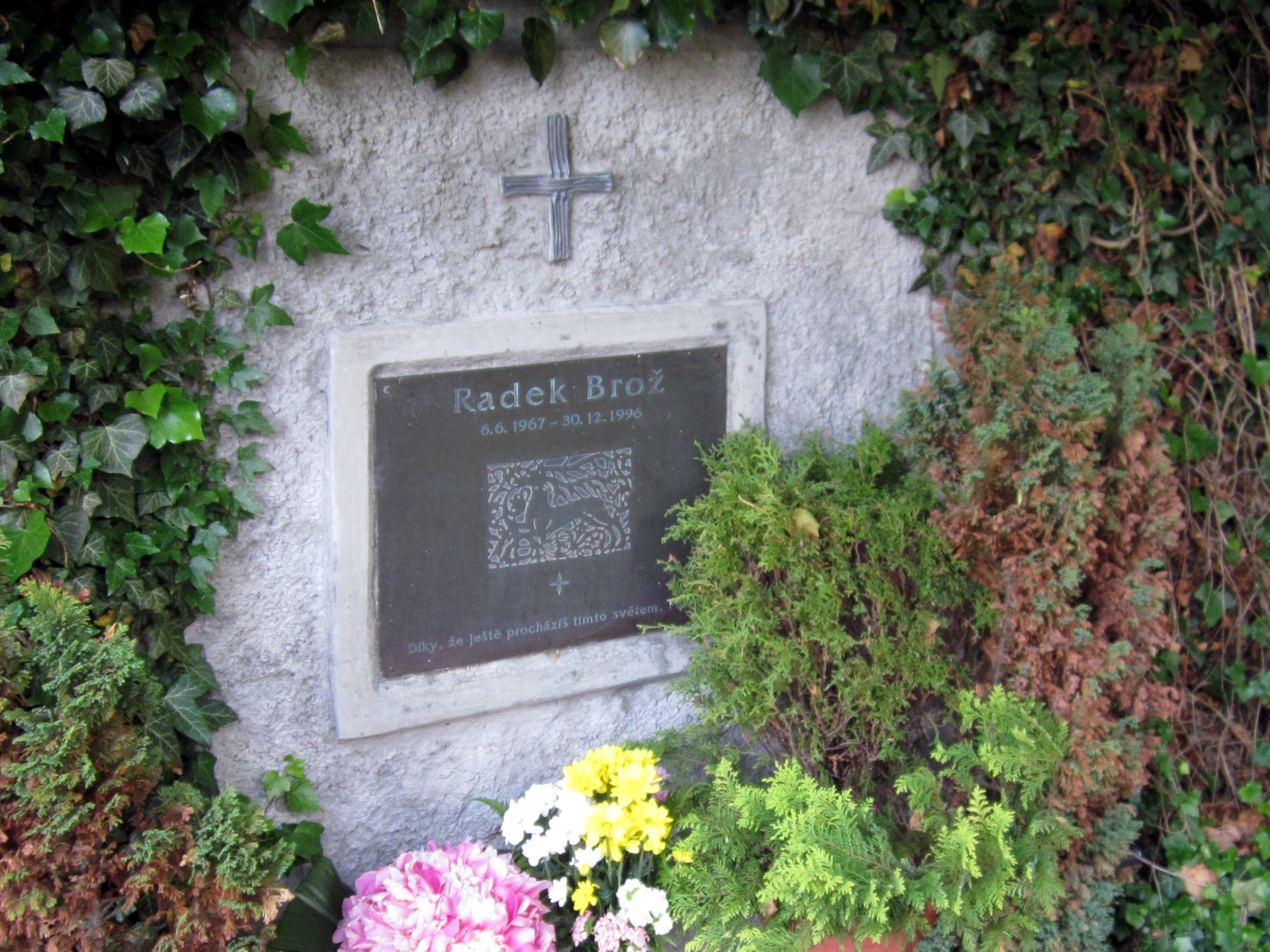
Hrob na hřbitově v Letařovicích

Zemřel 30. 12. 1996.

## Umělecká tvorba
Výtvarný názor Radka Brože byla formován nejen vzděláním na Pedagogické fakultě Univerzity Karlovy, ale vlastním studiem dějin výtvarného umění, jakož i přátelství s osobnostmi, jako byli Adriena Šimotová nebo Václav Boštík.
V počátcích tvorby se Radek Brož inspiroval estetikou pop-artu, především Andy Warholem.
Spolu s Romanem Dvořákem, Romanem Traburou a Janem Vaňkem založil v roce 1988 skupinu Pilky.

Na přelomu 80. a 90. let 20. století se začal inspirovat lidovou tvorbou s náboženskými motivy. 

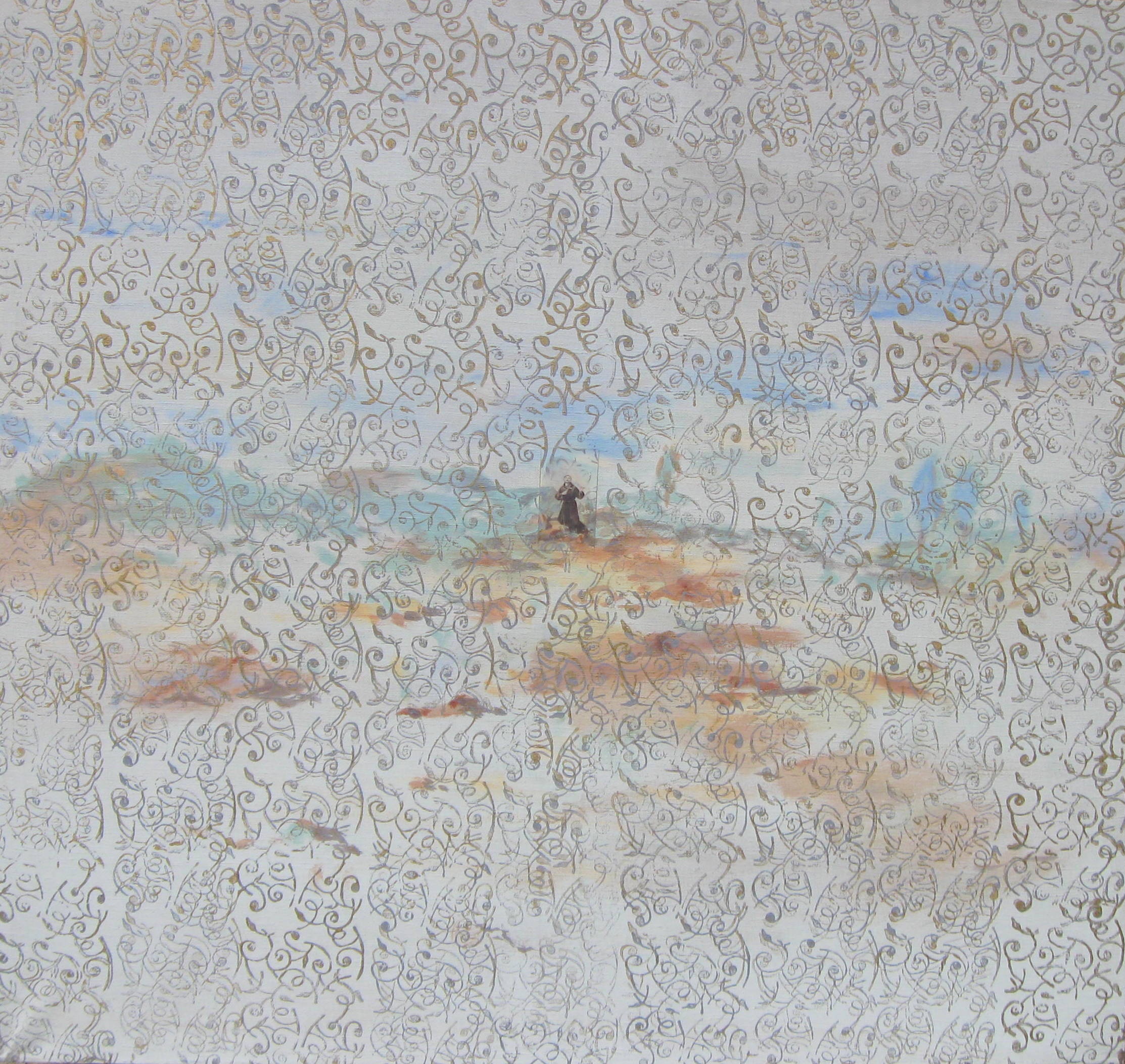
Radek Brož: Svatý František

 Podstatná část díla Radka Brože byla inspirována mariánskou tematikou. Vytvořil mariánský cyklus čítající 52 monotypů, v nichž pracuje s mariánským monogramem.

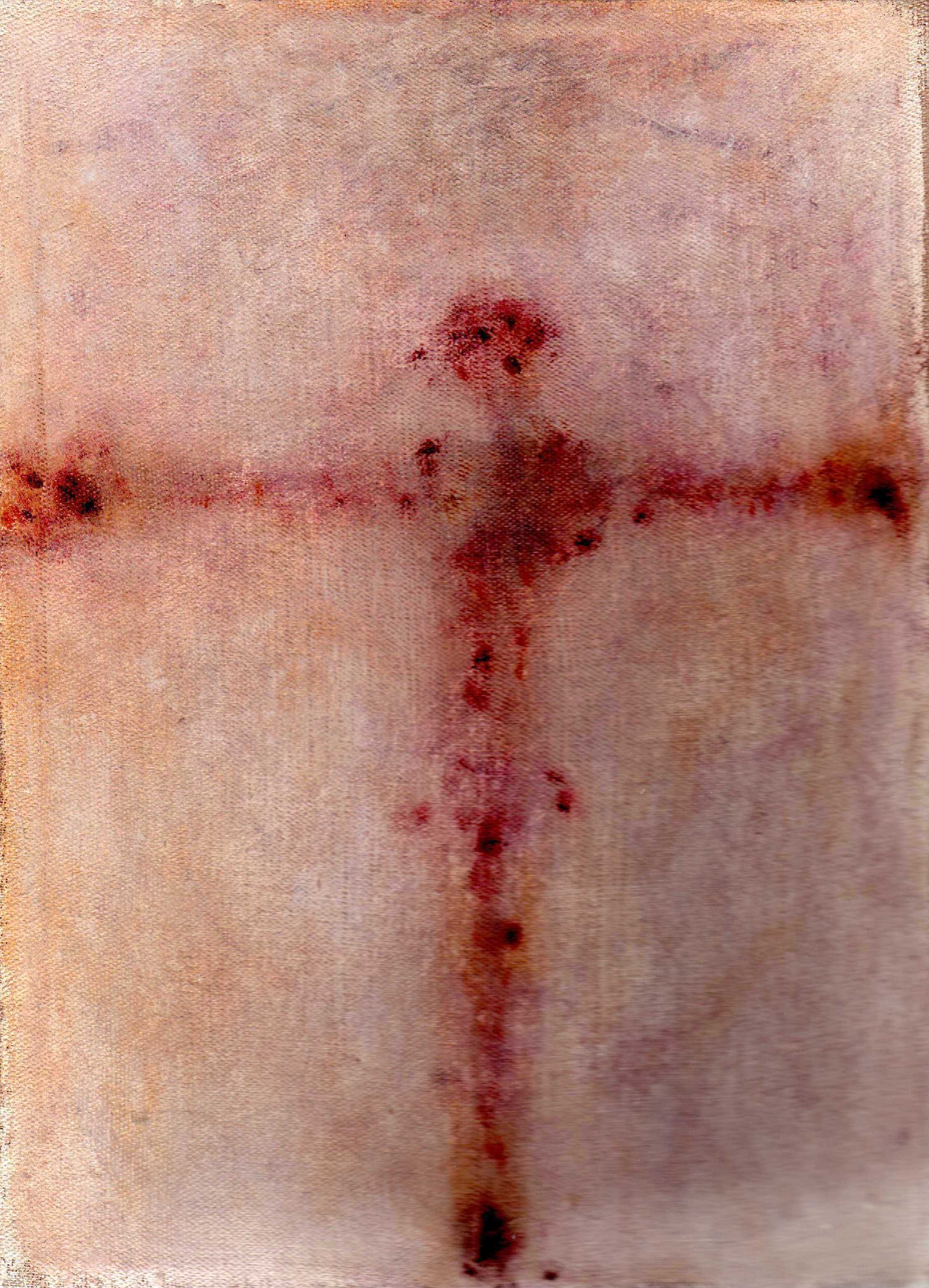
Radek Brož: Kříž

Počínaje 90. lety 20. století začal Radek Brož také objekty, zejména ze dřeva, s náboženskou tematikou a doprovázené více či méně rozsáhlými texty. 

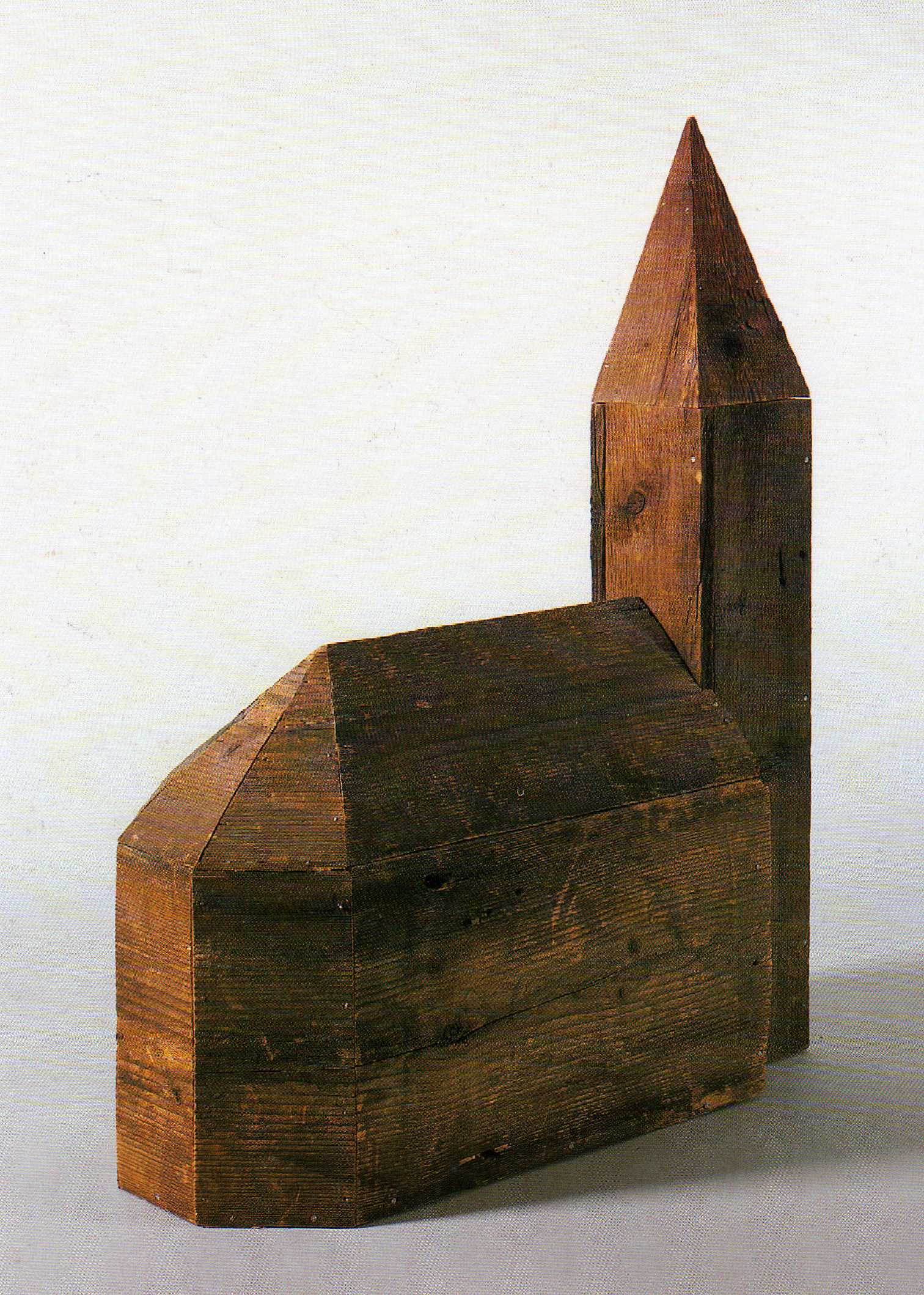
Radek Brož: Dům

Spolu se svojí ženou Alenou a českým historikem Tomášem Edelem zmapoval fenomén gotických šablon v českých, německých a rakouských lokalitách. V této souvislosti vznikla také nerozsáhlejší realizace Radka Brože - evokace středověké měšťanské světnice v českodubském muzeu, která je vyzdobena právě kopiemi gotických šablon. 

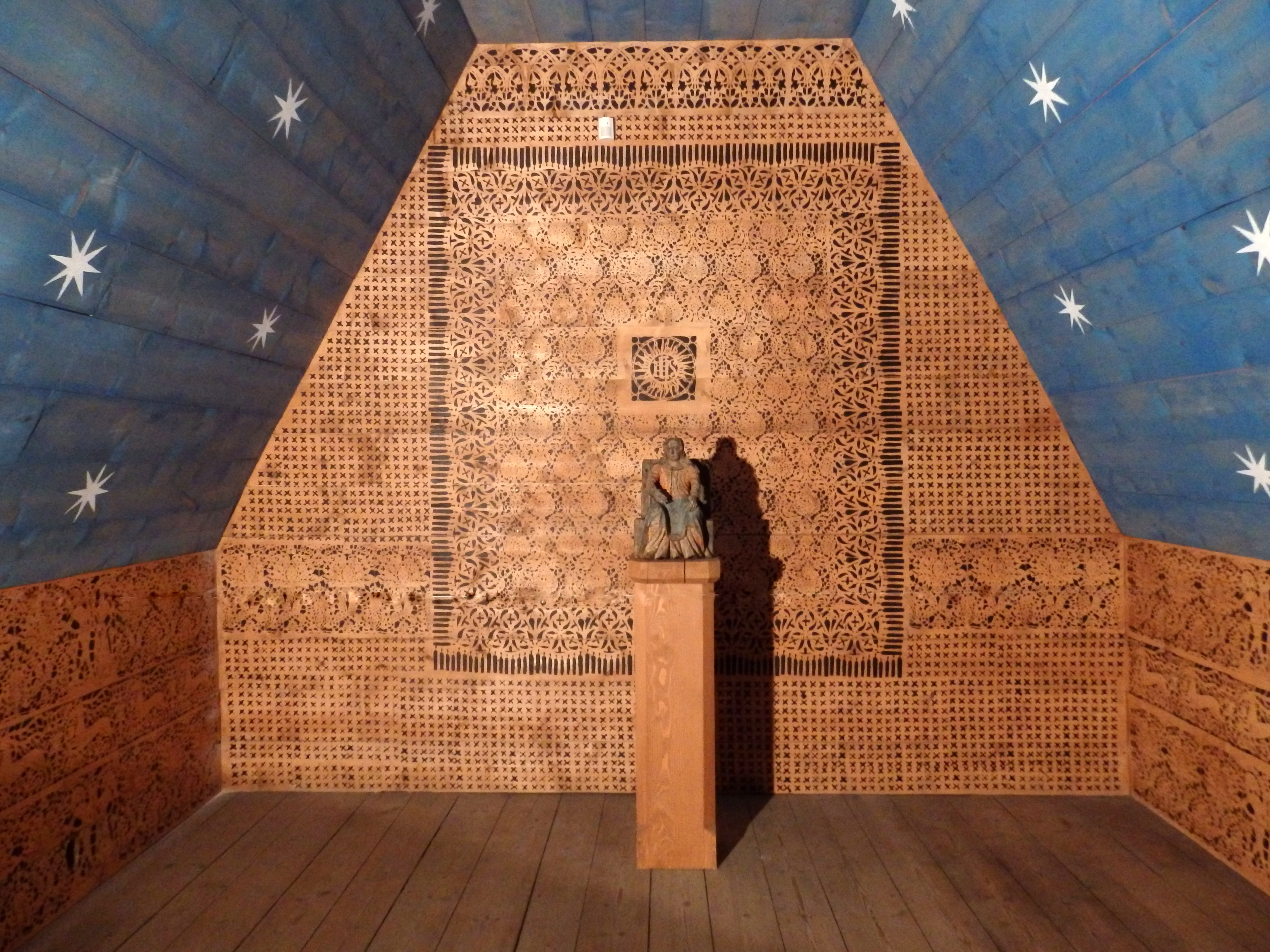
Radek Brož: Rekonstrukce pozdně gotické světničky v Podještědském muzeu v Českém Dubě, spolu s Tomášem Edelem a Alenou Brožovou

## Samostatné výstavy
- 2016 "Nahoře" Novoměstská radnice, Praha
- 2012 "Vnitřní svět" Rakouský kulturní institut, Praha
- 2010 Galerie CRUX, Brandýs nad Labem
- 2008 chrám kostel Nejsvětějšího Salvátora, Praha
- 2007 Galerie CRUX, Brandýs nad Labem
- 2006 Galerie České pojišťovny, Praha
- 2006 Podještědské muzeum, Český Dub
- 2005 Synagoga, Dolní Kounice
- 2001 Muzeum J.A. Komenského, Uherský Brod
- 2000 Galerie Slováckého muzea, Uherské Hradiště
- 1999 Ambit kláštera Panny Marie Sněžné, Praha
- 1998 Galerie Šternberk, Šternberk
- 1997 Galerie Půda, Lomnice nad Popelkou
- 1997 Galerie moderního umění, Roudnice nad Labem
- 1996 Galerie Velehrad, Olomouc
- 1994 Podještědské muzeum, Český Dub
- 1993 Malá galerie Československého spisovatele, Praha
- 1993 Galerie MY, Jablonec nad Nisou
- 1993 Casa Generalizia Suore Francescane Insegnati, Řím
- 1992 Galerie H, Kostelec nad Černými lesy
- 1992 Galerie mladých, Praha
- 1990 Výstavní síň CRUX, Praha
- 1987 KD Cíl, Praha
- 1986 KD Cíl, Praha

## Skupinové výstavy (výběr)
- 2010 Na počátku bylo slovo..., Ambit kláštera Panny Marie Sněžné, Praha
- 2001 Arcidiecézní muzeum (spolu s Adrienou Šimotovou a Otmarem Olivou), Regensburg
- 2000 Kódy a znamení, Husova ulice, Praha
- 1999 Prozařování, Galerie moderního umění, Roudnice nad Labem
- 1999 Prozařování, Galerie Vysočiny, Jihlava
- 1999 Kódy a znamení – svátosti všedního dne, Klášter, Plasy
- 1997 Novozákonní motivy v českém umění 20. století, Galerie umění, Karlovy Vary
- 1996 Novozákonní motivy v českém umění 20. století, Galerie moderního umění, Roudnice nad Labem
- 1995 Starozákonní motivy v českém umění 20. století, Galerie moderního umění, Roudnice nad Labem
- 1995 Starozákonní motivy v českém umění 20. století, Galerie umění, Karlovy Vary
- 1994 Nejstlačenější informace, Galerie mladých, Praha
- 1994 Žena sluncem oděná, Diecézní muzeum, Brno
- 1994 Žena sluncem oděná, Muzeum Kroměřížska, Kroměříž
- 1993 Pozitivně negativní, Galerie Schottl, Mnichov
- 1992 Setkání - kruh, Galerie H, Kostelec nad Černými lesy
- 1991 Instalace na pašijový týden, kostel sv. Ducha, Praha
- 1990 Zarekwirovano, Galeria v pasažu, Wroclaw
- 1990 3. výstava výtvarné skupiny PILKY, Palác Metro, Praha
- 1989 Přehled čes. nezávislé kultury (zadrženo na hranicích), Wroclaw
- 1989 2. výstava výtvarné skupiny PILKY, KD Delta, Praha
- 1988 1. výstava výtvarné skupiny PILKY, výstavní síň Karlova ulice, Praha

## Realizace
- 1997 Neznámý středověk, výstava v UPM Praha (spolu s PhDr. Tomášem Edelem)
- 1996 Stálá expozice „Karolína Světlá a Podještědí“, Podještědské muzeum, Český Dub
- 1996 Objekty pro scénu „My Přemyslovci“, divadlo Rokoko, Praha
- 1995 Rekonstrukce pozdně gotické skříně, Podještědské muzeum, Český Dub
- 1995 Pamětní deska Petra Dillingera, Český Dub
- 1994 – 96 Projekt „ Dokumentace a rekonstrukce gotických šablon“
- 1994 Evokace pozdně gotické měšťanské světnice, Podještědské muzeum, Český Dub